# Биер, Стивен
Стивен Грегори Биер младший (англ. Stephen Gregory Bier Jr., также известный под псевдонимом Мадонна Уэйн Гейси (Пого) (Madonna Wayne Gacy (Pogo))) — фотограф, бывший клавишник группы Marilyn Manson. Свой псевдоним Стивен составил из имён поп-звезды Мадонны и серийного убийцы Джона Уэйна Гейси. Также использует псевдоним Джона Уэйна Гейси — Пого.

## Биография
Биер родился в городе Форт-Лодердейл, штат Флорида, в семье школьных учителей. Отец — еврей, мать — католичка. В детстве ему был поставлен диагноз — СДВГ, от чего родители давали ему риталин. Окончив школу, он перестал пить лекарства и поступил в колледж. Получив образование по компьютерной инженерии, Биер отказался от работы в NASA и присоединился к коллективу Marilyn Manson & the Spooky Kids в качестве клавишника. На Биера оказали музыкальное влияние группы Big Black, Black Sabbath, Buffalo Tom, Butthole Surfers, Fear и Ramones.

## Карьера
Стивен не умел играть на клавишных до вступления в группу в 1989 году. Однако впоследствии он научился играть не только на синтезаторе, но и на многих других инструментах (орган, саксофон, барабаны). Кроме этого в творчество группы Стивен внёс ещё каббализм и нумерологию.
Над альбомом Eat Me, Drink Me он уже не работал. В 2006 Биер покинул группу и уехал во Флориду, где стал заниматься фотографией. На его место в группе пришёл Крис Вренна.

## Судебный процесс
2 августа 2007 года Стивен Биер подал иск против Мэрилина Мэнсона с требованием выплатить гонорар в размере 20 миллионов долларов. Биер утверждал, что Мэрилин Мэнсон растрачивал деньги группы на личные цели (подарки Дите фон Тиз, коллекция нацистской атрибутики, свадьба, наркотики, съёмка фильма «Фантасмагория: Видения Льюиса Кэрролла»).
Суд постановил Мэнсону выплатить $380.000.

## Факты
- Кроме самого Мэнсона, Биер дольше всех был участником в группе
- Свободно говорит по-немецки
- Ненавидит когда его называют Стив и Стивен
- Интересуется оккультными науками, нумерологией, алхимией и каббалой.[3]